# 赤石山脈
赤石山脈（日语：／ akaishi sanmyaku, akashi sanmyaku */?）是日本的一座山脈，橫跨長野縣、山梨縣、靜岡縣三縣。通称南阿爾卑斯（／ minami arupusu），與飛驒山脈（北阿爾卑斯）、木曾山脈（中央阿爾卑斯）共同組成日本阿爾卑斯山。最高峰是北岳，海拔3,193米，為日本第二高峰，僅次於富士山。
主稜線的鋸岳至光岳區間有整備登山道、山小屋與露營指定地。其東邊的山梨縣側是南阿爾卑斯巨摩縣立自然公園指定範圍，大井川、安倍川流域的部分河流沿岸與山脊是指定為奧大井縣立自然公園。而鋸岳西側幕岩往下的戶台川則劃入三峰川水系縣立公園。
赤石山脈有日本第二高峰北岳、山脈名稱由來的赤石岳等九座3,000公尺高峰，並有10座入選日本百名山。2008年12月，長野縣富士見町至飯田市區域被日本地質公園協議會認定為南阿爾卑斯（中央構造線區域）地質公園。2014年6月獲得南阿爾卑斯生物圈保護區認定。

## 範圍

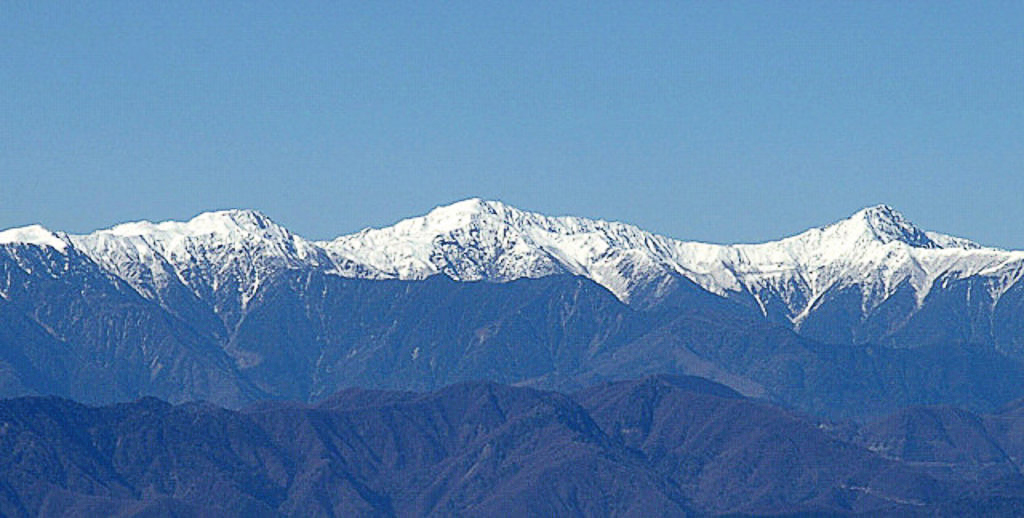
赤石山脈白峰三山

赤石山脈一般是指以諏訪湖為頂點，東至釜無川與富士川，西至天龍川的山區。此時的赤石山脈是由多座山脈組成，因此又稱「赤石山系」。赤石山系在地形上還延伸到西南方靜岡縣與愛知縣交界的弓張山地（天龍川對岸），這也是廣義的赤石山脈範圍。
不過，赤石山系西端的南北向伊那山地（標高1,600 - 1,800公尺）與東端的南北向巨摩山地（標高1,600 - 2,000公尺）及身延山地（標高1,000 - 2,000公尺），地勢明顯低於山系中心，因此有時也被排除在赤石山脈之外。弓張山地也是相同情形。剩餘的赤石山系主要部分多直稱赤石山脈。一般的「南阿爾卑斯」所指的就是此定義下的赤石山脈標高較高區域。
上述的南阿爾卑斯，可再細分三座山脈，包含了仙丈岳至三峰岳、鹽見岳、荒川岳、赤石岳、聖岳的狹義「赤石山脈」，以及白峰山脈與甲斐駒山脈。

## 地形

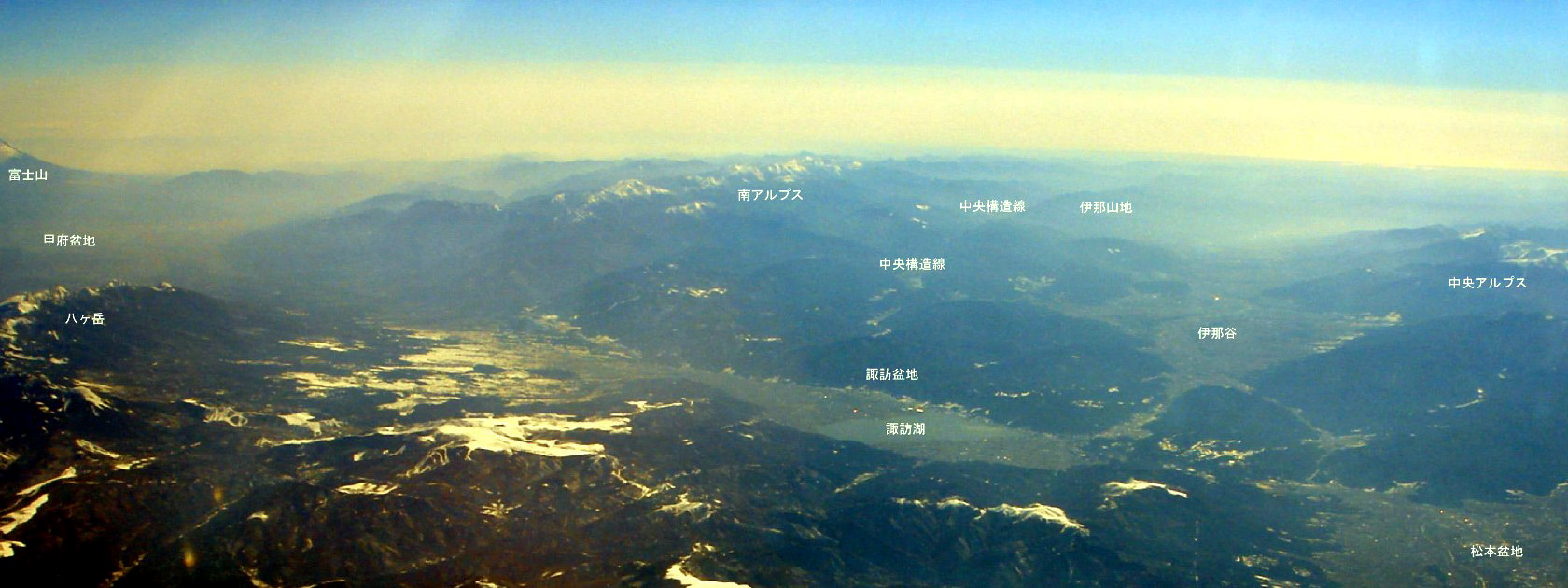
從北方上空所見的赤石山脈

從北端鋸岳、甲斐駒岳、早川尾根、鳳凰三山的西北—東南向連峰為甲斐駒山脈，該山脈的野呂川、北澤峠南側是兩列南北向山脈。東側的稱白峰山脈，包含白峰三山（北岳、間之岳、農鳥岳）與白峰南嶺（廣河內岳、黑河內岳、笊岳等）。西側是狹義的赤石山脈，北起仙丈岳，經鹽見岳（兩山之間相連的山脊稱仙鹽尾根）、荒川三山、赤石岳、聖岳、上河內岳、茶臼岳至南阿爾卑斯最南端的光岳。光岳以南的山群稱作深南部（大無間山、黑法師岳等）。
飛驒山脈山容急峻，但赤石山脈除了北部的甲斐駒岳至鋸岳一帶與北岳部分區域以外，大致平緩。這是由於赤石山脈較為年輕，侵蝕作用較不顯著所導致。大部分山岳的以中生代白堊紀的砂岩、頁岩、板岩等地層為主，地表顏色較深。不過北端的甲斐駒岳至鳳凰三山一帶是以花崗岩為主，地表顏色明顯較白。此外，仙丈岳、間之岳、荒川岳等可見末次冰期冰河遺留下的圈谷。
赤石山脈現在以平均每年四公厘的速度抬升間。若維持此速度，間之岳在數百年後將成為日本第三高峰，甲斐駒岳在未來也有機會成為3000公尺級高峰。
狹義的赤石山脈西側是平行的伊那山地，兩者之間是中央構造線通過的谷地。

## 植被
由於侵蝕作用不比飛驒山脈，土壤較為發達，因此擁有豐富的森林與高山植物。也因為在飛驒山脈南側（太平洋側），冬季降雪量較少。因此植被與森林界線都比飛驒山脈往上提升200 - 300公尺左右。特別是此地有發達的亞高山帶針葉林。不過，依賴殘雪的濕性高山植物較少。一般而言，海拔1,700 - 1,800公尺左右屬於落葉闊葉林，海拔2,600 - 2,700公尺左右屬亞高山帶針葉林，在此以上是高山帶。
北岳、仙丈岳、北荒川岳、三伏峠、中岳（荒川中岳）等有非常大規模高山植物生長的高山寒原。北岳山頂下可見特有種北岳草。

## 主要山岳
| ▲雨乞岳 ▲鋸岳 ▲甲斐駒岳 ▲鳳凰山 ▲北岳 ▲間之岳 仙丈岳▲ 農鳥岳 ▲廣河內岳 ▲白河內岳 ▲鹽見岳 ▲荒川岳 ▲赤石岳 ▲聖岳 ▲上河內岳 ▲光岳 ▲大無間山 ▲笊岳 大澤岳▲ 奧茶臼山▲ 小河內岳 ▲池口岳 ▲茶臼岳 ▲山伏 三峰岳▲ 櫛形山▲ ●北澤峠 ●轉付峠 |
| 赤石山脈地形圖 |

### 北部（北澤峠、野呂川以北，甲斐駒山脈）
- 守屋山（日语：守屋山） 1,651公尺 - 與赤石山脈並行的伊那山地（日语：伊那山地）最北端。
- 入笠山（日语：入笠山） 1,955公尺 - 日本三百名山
- 釜無山 2,116公尺
- 白岩岳 2,287公尺
- 雨乞岳（日语：雨乞岳 (山梨県)） 2,037公尺
- 日向山（日语：日向山 (山梨県)） 1,660公尺
- 大岩岳（日语：大岩岳） 2,319公尺
- 鞍掛山 2,037公尺
- 鋸岳（日语：鋸岳 (赤石山脈)） 2,685公尺 - 日本二百名山
- 甲斐駒岳 2,967公尺 - 日本百名山
- 栗澤山（日语：栗沢山） 2,714公尺
- 淺夜峰（日语：アサヨ峰） 2,799公尺 - 日本三百名山
- 高嶺 2,779公尺
- 鳳凰三山（日语：鳳凰山） - 日本百名山　（地藏岳 2,764公尺、觀音岳 2,840公尺、藥師岳 2,780公尺）
- 大崖頭山 2,186公尺
- 櫛形山（日语：櫛形山 (山梨県)） 2,052公尺 - 日本二百名山
- 富士見山 1,640公尺

### 東側稜線（大井川以東，白根山脈）
- 小太郎山 2,725公尺
- 北岳 3,193公尺 - 最高峰、日本百名山
- 中白根山（日语：中白根山） 3,055公尺
- 間之岳（日语：間ノ岳） 3,189公尺 - 日本百名山
- 西農鳥岳（日语：農鳥岳） 3,051公尺
- 農鳥岳（日语：農鳥岳） 3,025公尺 - 日本二百名山
- 廣河內岳（日语：広河内岳） 2,895公尺
- 大籠岳 2,767公尺
- 白河內岳（日语：白河内岳） 2,813公尺
- 黑河內岳（日语：黒河内岳） 2,718公尺
- 白剝山 2,238公尺
- 笊岳（日语：笊ヶ岳） 2,629公尺 - 日本二百名山

- 布引山（日语：布引山） 2,584公尺
- 稻又山 2,406公尺
- 青薙山 2,406公尺
- 青笹山 2,209公尺
- 山伏（日语：山伏 (赤石山脈)） 2,014公尺 - 日本三百名山
- 笹山 1,763公尺

### 西側稜線（大井川以西，狹義的赤石山脈）
- 仙丈岳 3,033公尺 - 日本百名山
- 伊那荒倉岳（日语：伊那荒倉岳） 2,517公尺
- 三峰岳（日语：三峰岳） 2,999公尺
- 安部荒倉岳 2,693公尺
- 新蛇拔山 2,667公尺
- 北荒川岳 2,698公尺
- 鹽見岳 3,052公尺 - 日本百名山
- 本谷山 2,658公尺
- 小河內岳（日语：小河内岳） 2,802公尺
- 板屋岳 2,646公尺
- 荒川岳（日语：荒川岳） 3,141公尺 - 日本百名山（惡澤岳（日语：悪沢岳））
- 赤石岳 3,120公尺- 日本百名山
- 大澤岳（日语：大沢岳） 2,819公尺
- 中盛丸山 2,807公尺
- 兔岳（日语：兎岳 (長野県)） 2,799公尺
- 聖岳 3,013公尺 - 日本百名山
- 上河內岳（日语：上河内岳） 2,803公尺 - 日本二百名山
- 茶臼岳（日语：茶臼岳 (赤石山脈)） 2,604公尺 - 日本三百名山
- 光岳 2,591公尺 - 日本百名山
- 加加森山 2,419公尺
- 池口岳（日语：池口岳） 2,392公尺 - 日本二百名山
- 信濃俣 2,332公尺
- 大根澤山 2,240公尺
- 大無間山 2,329公尺 - 日本二百名山
- 朝日岳 1,827公尺
- 中之尾根山（日语：中ノ尾根山） 2,296公尺
- 黑澤山（日语：黒沢山） 2,123公尺
- 不動岳 2,171公尺
- 丸盆岳 2,066公尺
- 黑法師岳（日语：黒法師岳） 2,067公尺 - 日本三百名山
- 高塚山（日语：高塚山） 1,621公尺 - 日本三百名山
- 奧茶臼山（日语：奥茶臼山） 2,474公尺 - 日本三百名山

## 主要河川
以下主要河川皆流入太平洋
。
- 天龍川 - 小澀川（日语：小渋川）
- 大井川
- 安倍川
- 富士川

## 主要峠
以下是赤石山脈主要的峠。
- 橫岳峠 - 橫岳與鋸岳（日语：鋸岳 (赤石山脈)）之間的鞍部

- 仙水峠 - 駒津峰與栗澤山（日语：栗沢山）之間的鞍部

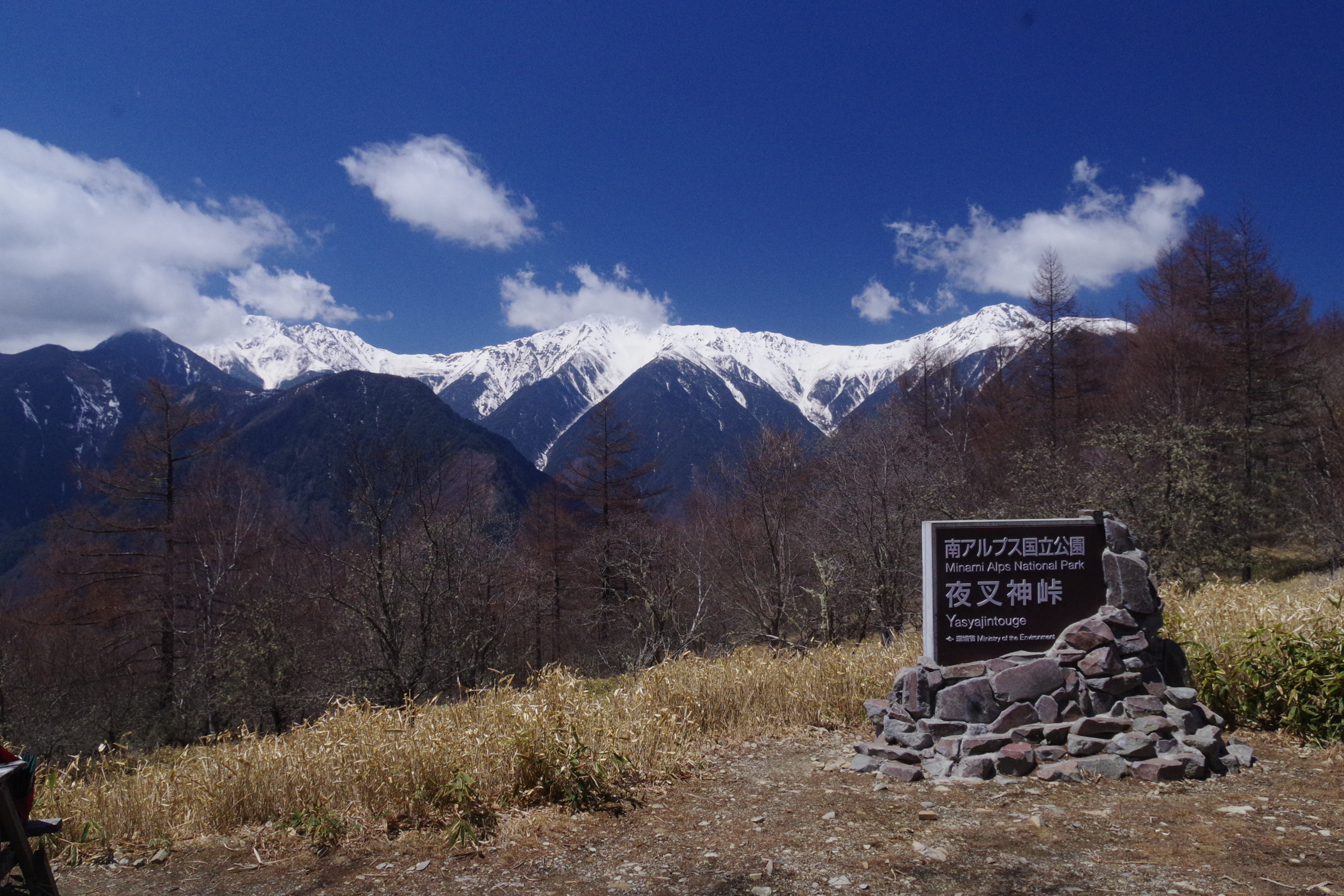
從夜叉神峠眺望白峰三山

- 夜叉神峠（日语：夜叉神峠） - 大崖頭山與高谷山之間的鞍部
- 北澤峠（日语：北沢峠） - 雙兒山與仙丈岳之間的鞍部。唯一橫斷山脈的林道（山梨縣營南阿爾卑斯林道、伊那市營林道南阿爾卑斯線（日语：南アルプススーパー林道）），長野縣與山梨縣皆有季節觀光登山巴士運行[9][10]。
- 野呂川越 - 橫川岳與三峰岳（日语：三峰岳）之間的鞍部

- 井川越 - 三峰岳與安倍荒倉岳（日语：安倍荒倉岳）之間的鞍部
- 三伏峠（日语：三伏峠） - 三伏山與烏帽子岳（日语：烏帽子岳 (赤石山脈)）之間的鞍部
- 奈良田越 - 白剝山與長碎石坡（長ガレ）之間的鞍部
- 轉付峠（日语：転付峠） - 保利澤山北鞍部

## 赤石山脈風景

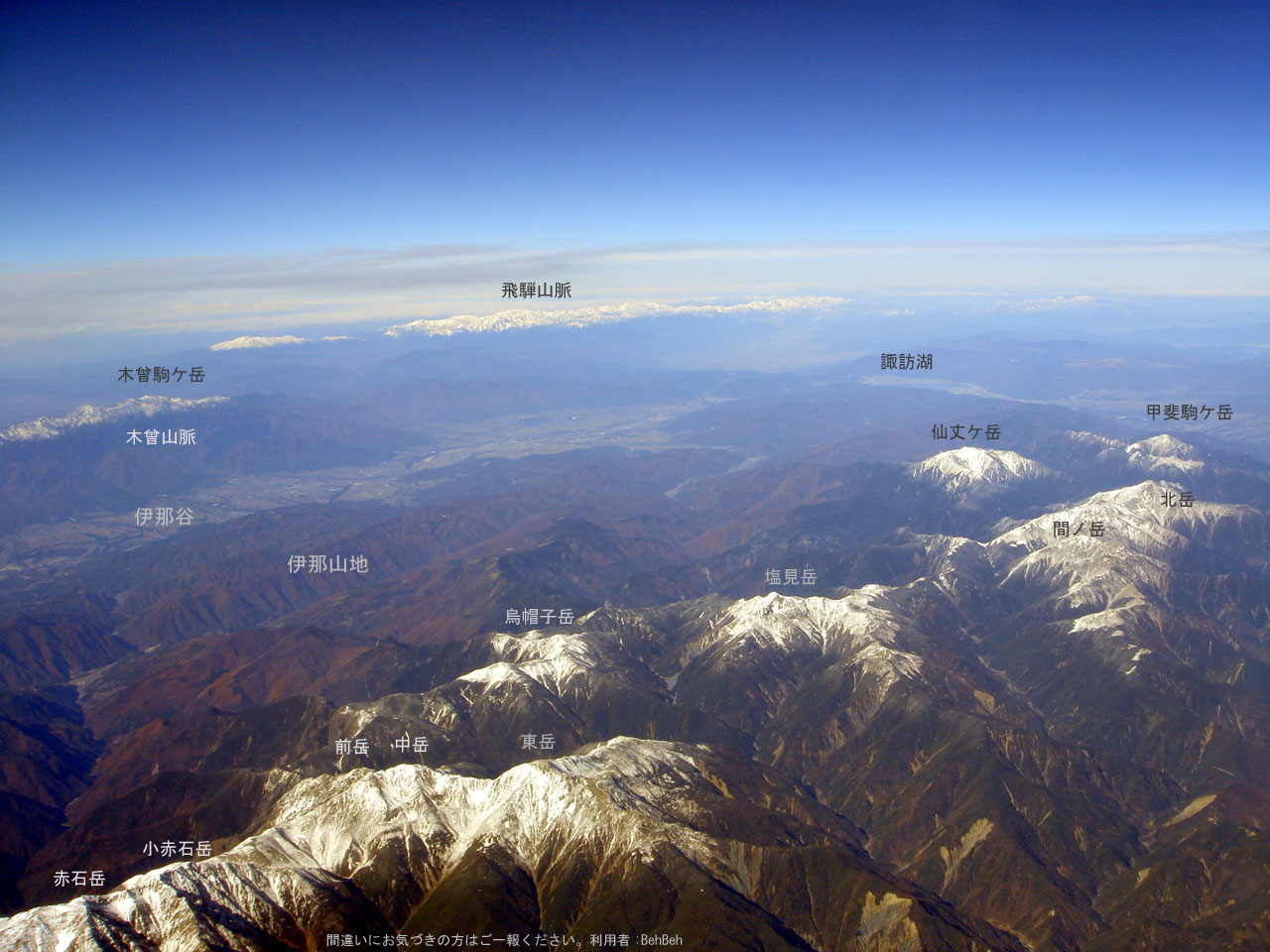
赤石山脈 上空
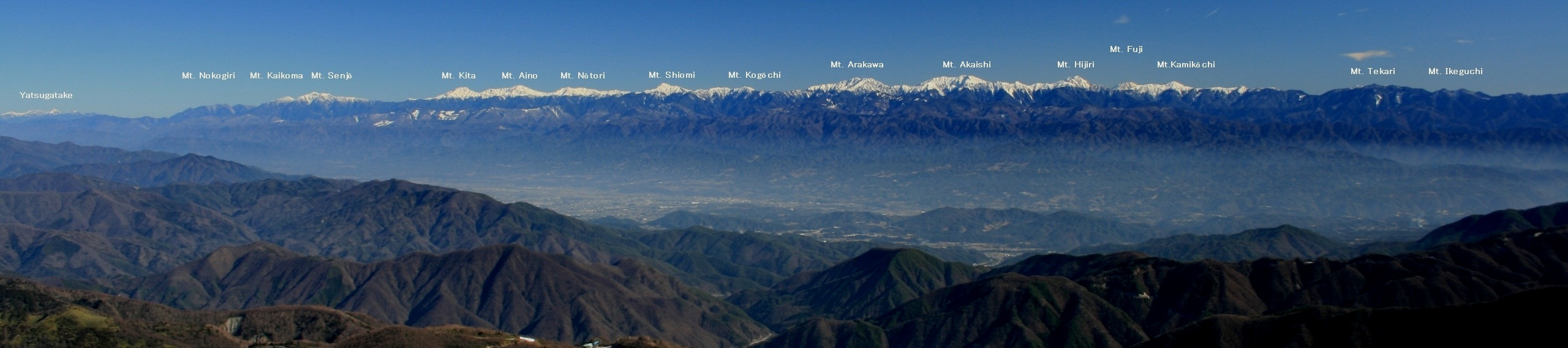
初冬的赤石山脈與伊那谷（日语：伊那谷） 自惠那山拍攝
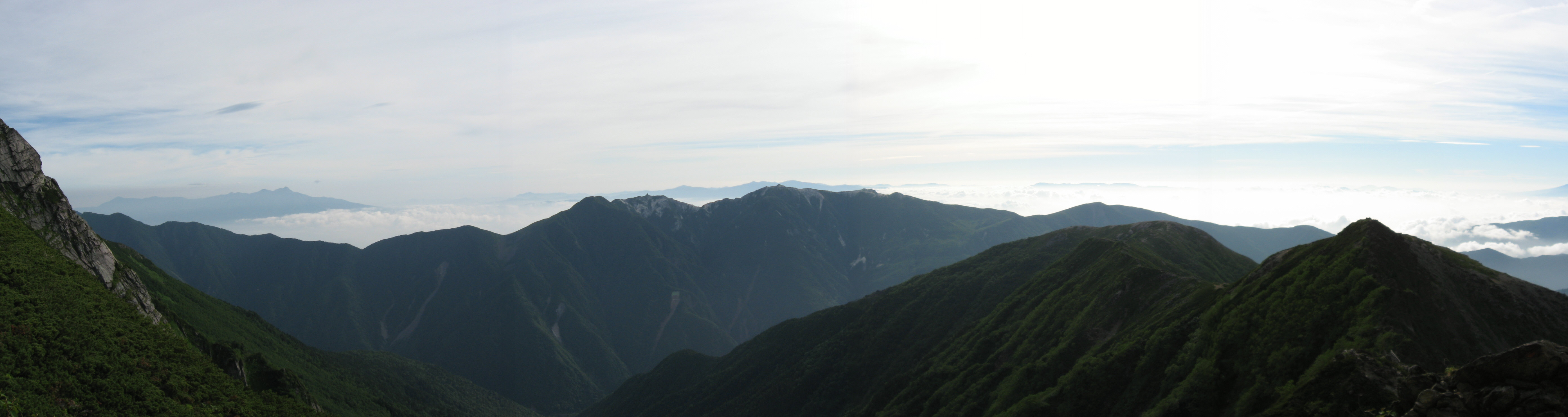
鳳凰三山（日语：鳳凰山）（中央） 自北岳附近拍攝
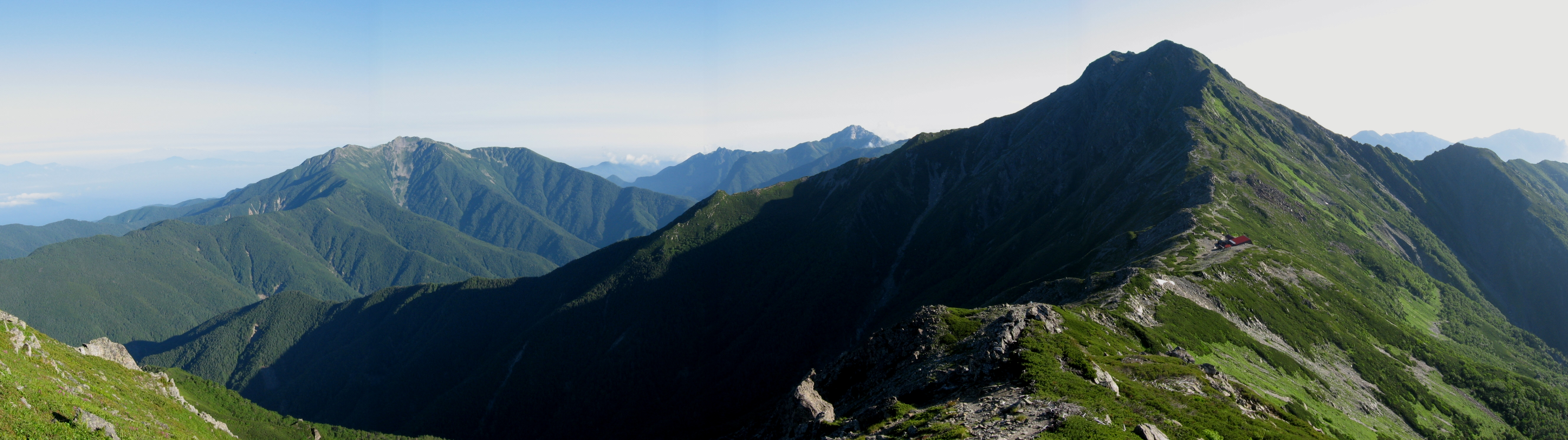
赤石山脈北部山岳 仙丈岳（左） 甲斐駒岳（中央） 北岳（右） 自中白根山（日语：中白根山）附近拍攝
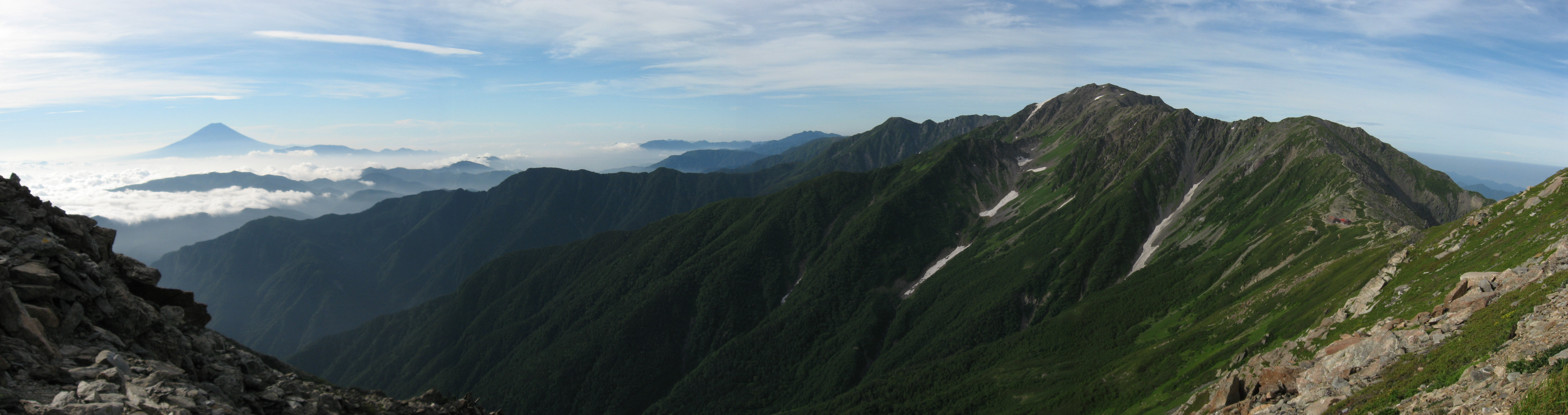
富士山（左後）與間之岳（右） 自北岳附近拍攝
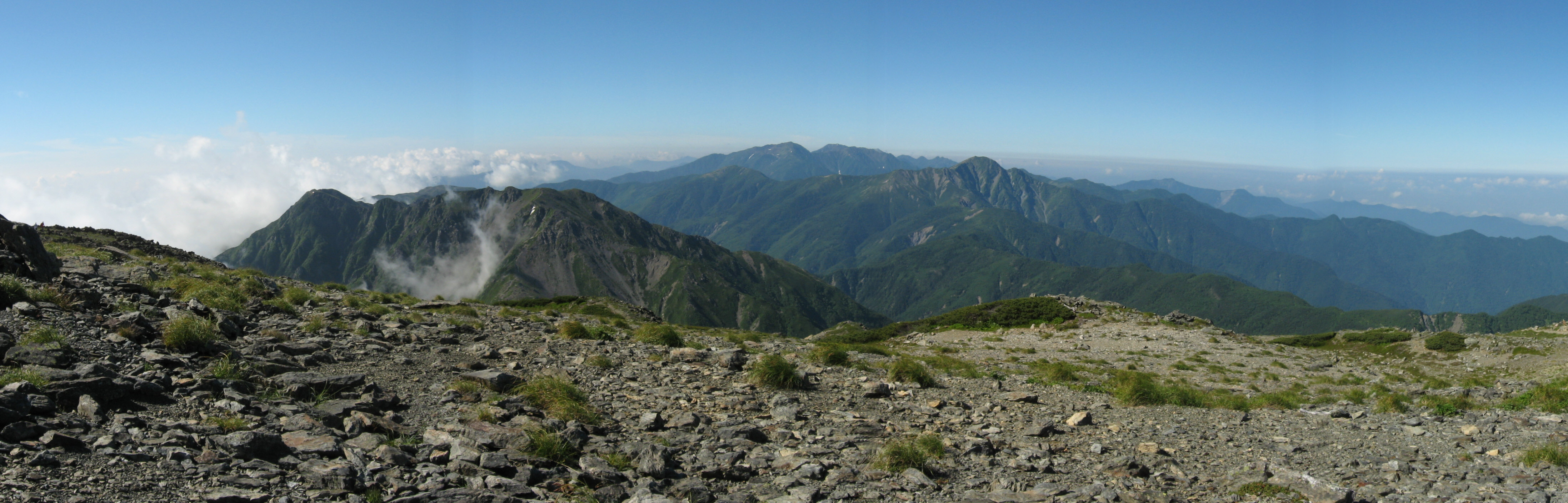
赤石山脈中部～南部山群 農鳥岳（左） 荒川岳（中央） 鹽見岳（中央右） 自間之岳（日语：間ノ岳）拍攝
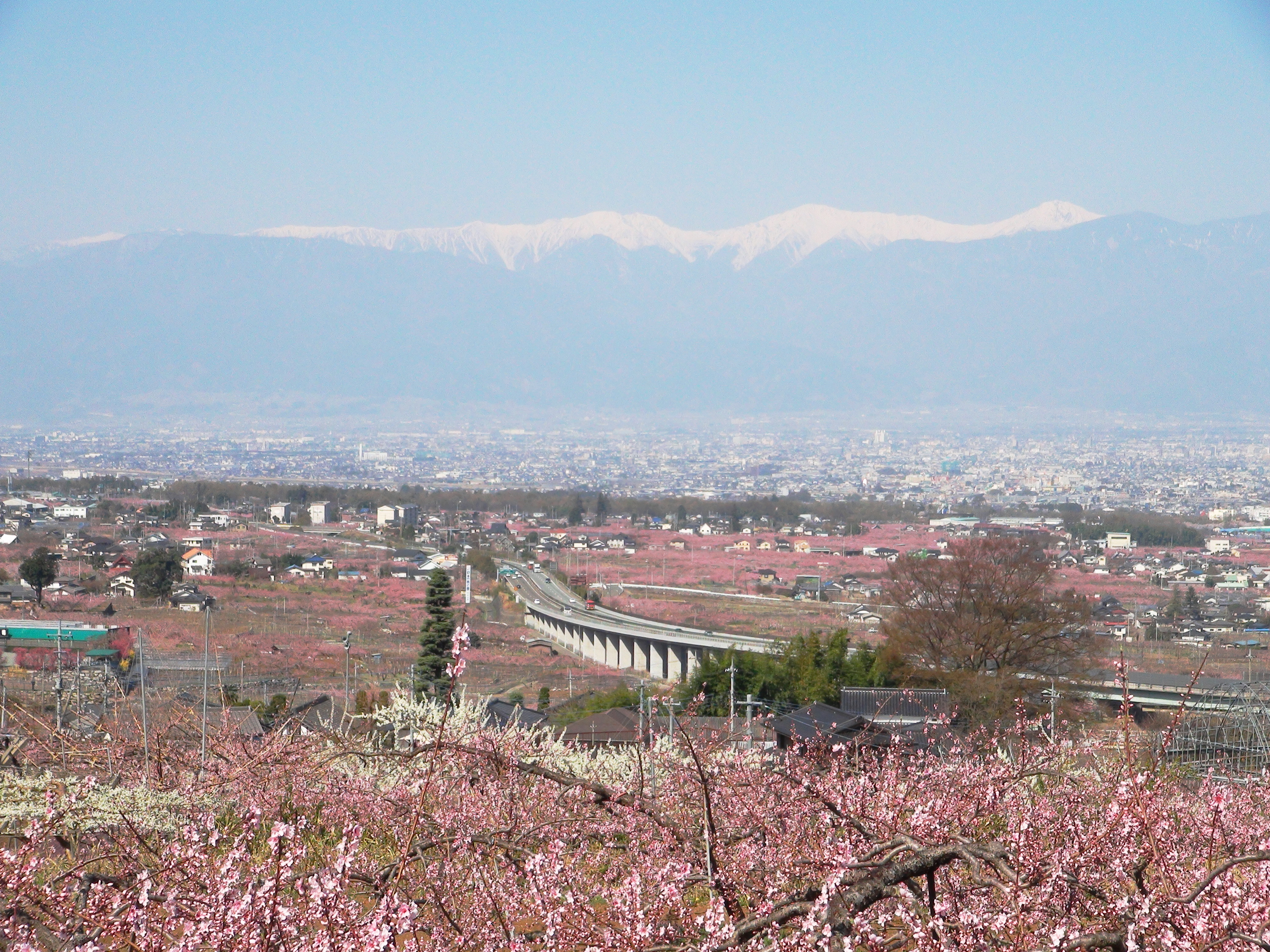
4月的甲府盆地遠眺

## 外部連結
- 南阿爾卑斯網 （页面存档备份，存于） （日語）
- 南阿爾卑斯自然、觀光情報 （页面存档备份，存于） （日語）

- 山梨縣警察本部山岳情報 （页面存档备份，存于） （日語）